# Trinità e Bambino... e adesso tocca a noi
Série
On continue à l'appeler trinita (1971)
Pour plus de détails, voir Fiche technique et Distribution.
Trinità e Bambino... e adesso tocca a noi est un western spaghetti germano-hispano-italien réalisé par Enzo Barboni sorti en 1995 et distribué aussi en Allemagne (1996) et en Espagne (1997).

## Synopsis
Trinità Jr. et Bambino Jr., fils des légendaires Trinità et Bambino, ont le même caractère que leurs pères et deviennent shérif et shérif adjoint de la ville de San Clementino. Il aident les habitants lors des incursions des bandits en ville et font la connaissance de Scintilla et Bonita deux belles jeunes filles devenues folles amoureuses des deux héros.

## Fiche technique
- Titre original italien : Trinità e Bambino... e adesso tocca a noi
- Titre allemand : Ein Begräbnis und die Auferstehung der vier Fäuste
- Titre espagnol : Trinidad y Bambino: tal para cual
- Réalisation : Enzo Barboni
- Scénario : Marco Tullio Barboni
- Scénographie : Enzo Bulgarelli
- Photographie : Juan Amorós
- Production :Italo Zingarelli, Horst Wendlandt
- Maison de production :Trinidad Film (Rome), Rialto Film (Berlin), Motion Pictures (Barcellone)
- Musique : Stefano Mainetti
- Montage : Antonio Siciliano
- Pays d'origine :  Italie
- Langue : italien, espagnol, allemand
- Genre : Comédie de Western
- Durée : 103 minutes (1 h 43)
- Dates de sortie : 
  - Italie : 29 juin 1995
  - Allemagne : 11 avril 1996
  - Espagne : 4 juillet 1997

## Distribution
- Heath Kizzier: Trinità Jr.
- Keith Neubert: Bambino Jr.
- Yvonne De Bark: Bonita
- Fanny Cadeo: Scintilla
- Renato Scarpa: Pablo
- Ronald Nitschke: shérif
- Siegfried Rauch: Parker
- Renato D'Amore: Ramirez Primero